# Aulacophora fallax
Aulacophora fallax es un coleóptero de la familia Chrysomelidae.
Fue descrita científicamente por primera vez en 1923 por Weise.